# Fremdenverkehr (Briefmarkenserie)
Unter der Bezeichnung Fremdenverkehr gab die Deutsche Bundespost 13 verschiedene Briefmarken in den Jahren 1969 bis 1973 aus.
Grundsätzlich wurden Stadtansichten oder wichtige Wirtschaftszweige, die auch touristisch interessant sind, dargestellt.
Diese Serie war allein als Briefmarkenbogen aufgelegt.
Alle seit dem 1. Januar 1969 ausgegebenen Briefmarken waren unbeschränkt frankaturgültig; es gab kein Ablaufdatum wie in den vorhergehenden Jahren mehr.
Durch die Einführung des Euro als europäische Gemeinschaftswährung zum 1. Januar 2002 wurde diese Regelung hinfällig.
Diese Briefmarken konnten danach noch bis zum 30. Juni 2002 genutzt werden; ein Umtausch war allerdings bis zum 30. September in den Filialen oder direkt bei der Deutschen Post möglich.
Zwei sehr ähnliche Motive erschienen 1977, diese stammten aus der Serie der jährlich ausgegebenen Europamarken.

## Liste der Ausgaben und Motive
Alle Motive wurden von Heinz Schillinger entworfen.
| Bild | Beschreibung                                                          | Werte in Pfennig | Ausgabedatum       | Mi.-Nr. | Auflage    |
|      | Rothenburg ob der Tauber, Stadtansicht von der Flussseite             | 30               | 4. September 1969  | 603     | 30.000.000 |
|      | Oberammergau                                                          | 30               | 11. Mai 1970       | 622     | 30.000.000 |
|      | Stadtansicht von Cochem an der Mosel                                  | 20               | 21. September 1970 | 649     | 30.000.000 |
|      | Freiburg im Breisgau, Stadtbild mit Münster und Schwarzwaldsilhouette | 20               | 4. November 1970   | 654     | 30.000.000 |
|      | Nürnberg, historischer Stadtkern                                      | 30               | 21. Mai 1971       | 678     | 30.000.000 |
|      | Goslar, Stadtbild mit Kaiserpfalz und Harzbergen                      | 20               | 15. September 1971 | 704     | 30.000.000 |
|      | Insel Helgoland                                                       | 30               | 20. Oktober 1972   | 746     | 32.280.000 |
|      | Teilansicht von Heidelberg mit Neckarbrücke und Schloss               | 40               | 20. Oktober 1972   | 747     | 29.090.000 |
|      | Hafen und Stadtansicht von Hamburg                                    | 40               | 15. März 1973      | 761     | 32.250.000 |
|      | Gesamtansicht von Rüdesheim am Rhein                                  | 40               | 15. März 1973      | 762     | 33.350.000 |
|      | Stadtansicht von Saarbrücken                                          | 30               | 19. Oktober 1973   | 787     | 30.250.000 |
|      | Innenstadt Aachen                                                     | 40               | 19. Oktober 1973   | 788     | 29.750.000 |
|      | Bremer Hafen                                                          | 40               | 19. Oktober 1973   | 789     | 30.250.000 |